# ジャールカンド開発戦線 (民主主義)
ジャールカンド開発戦線（民主主義）（ジャールカンドかいはつせんせん（みんしゅしゅぎ）、Jharkhand Vikas Morcha (Prajatantrik)）は、かつて存在したインドの政党。ジャールカンド州の地方政党であった。略称は「JVM-P」。

## 概要
インド人民党（BJP）のローク・サバー（連邦下院）議員であったバブラル・マランディがBJPのジャールカンド州知事アルジュール・ムンダを批判して離党し、2006年に結成した政党である。この際にマランディは連邦下院議員を辞職し、直後の補欠選挙に出馬して当選した。
2009年連邦下院選挙でJVM-Pは14人の候補者を立て、マランディが再選されて1議席を得た。同年の州議会選挙にも同党は初参戦し、全81議席のうち11議席を獲得して第4党の地位を得た。BJPから内部分裂して成立したJVM-Pだったが、ジャールカンド州内ではインド国民会議派（INC）やジャールカンド解放戦線（JMM）とも微妙な関係にあった。そのため、連邦レベルではINC主導の統一進歩同盟にもBJP主導の国民民主同盟にも与さなかった。
2014年連邦下院選挙では、対立政党BJPの躍進を前に苦戦、JVM-Pはマランディを含む候補全員が落選した。
2020年2月にインド人民党に合流した。

## 注
1. ↑  『月刊インド』（財団法人日印協会）106巻5号、2009年6月、10頁の表記に拠った。
2. ↑  豊田（2011）、69-70頁。
3. ↑  インド選挙管理委員会ホームページ
4. ↑  BJP decimates Congress-JMM in Jharkhand, wins 12 of 14 LS seats“IDN Live”、2014年5月17日（2014年5月17日閲覧）